# Acalypha subscandens
Acalypha subscandens é uma espécie de flor do gênero Acalypha, pertencente à família Euphorbiaceae.